# Xavier Leroux
Xavier Leroux   (Velletri, 11 d'octubre de 1863 - París, 2 de febrer de 1919) fou un compositor francès, marit de la reconeguda cantant Meyrianne Héglon (1867-1942).

## Biografia
Fill de Félix Leroux i Orsola Maria Attilia Breni. Félix Leroux va ser el cap de música de la 59th Line, que va participar en la campanya italiana. Va estar destinat a l'escola d'artilleria de Chalons, Vincennes i Tarbes abans de deixar l'exèrcit per ser director del "Tivoli-Vauxhall" a París.
Xavier Lereoux va ser alumne de Théodore Dubois i Jules Massenet al Conservatori de París. El 1885 va guanyar el 1r Premi de Roma amb la cantata Endymion. El 1886, es va fer amic de Claude Debussy a la Vil·la Mèdici.
A París, va ser professor d'harmonia al Conservatori a partir de 1896. A més, va dirigir la "Revue Musica". Va produir unes quantes obres de música sacra (sobretot una missa) i uns quants motets, però va ser la música de teatre la que li va proporcionar la seva major inspiració; va compondre música escènica (Les Perses d'Èsquil, Plutó d'Aristòfanes, La Sorcière de Sardou), després es va dedicar a l'òpera. La seva obra mestra (i el seu major èxit) és sens dubte Le Chemineau, del qual l'Opéra-Comique va fer cent sis representacions fins al 1945.
Entre els seus alumnes a classe d'harmonia hi havia Paul Paray, Roger Désormière, Eugène Bigot, Georges Dandelot, Albert Wolff, Henri Mulet i Louis Fourestier.

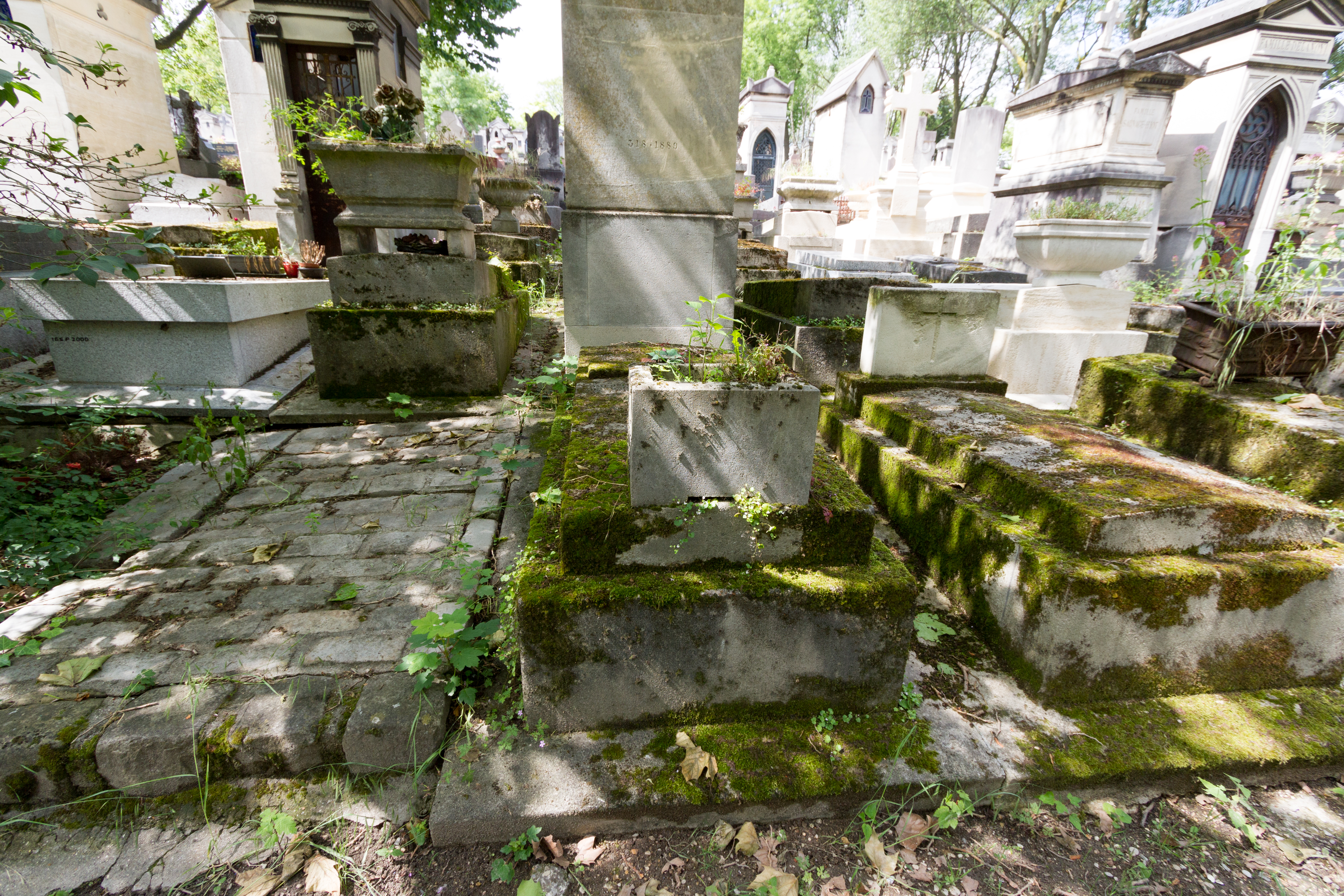
Tomba de Leroux, al cementiri del Père-Lachaise.

El 1910, vivia amb la seva dona Meyrianne Héglon al número 64, rue Cortambert (16è districte de París). Va morir el 1919 a casa seva de l'avinguda Émile-Deschanel (7è districte de París), i va ser enterrat al cementiri del Père-Lachaise (96a divisió).

## Premis
- 1885 : 1er Premi de Roma (cantata Endymion).
- Cavaller de la Legió d'Honor

## Obres
Música d'escena
- Les Perses d'Èsquil,
- Pluton d'Aristòfanes
- La Sorcière de Victorien Sardou
- Les Cadeaux de Noël, Conte heroic en un acte d'Émile Fabre (creat el 25 de desembre de 1915).

Òperes
- Le Chemineau (Paris, Opéra Comique, 1907)
- Évangéline (representada a Brussel·les, 1895)
- La Montagne enchantée, obra fantàstica en 5 actes i 12 escenes d'Émile Moreau i Albert Carré, música André Messager i Xavier Leroux, Théâtre de la Porte-Saint-Martin, 12 d'abril de 1897
- Astarté, creada el 15 de febrer de 1901 al Palais Garnier[4]
- La Reine Fiammette (representada a París, 1903)
- Vénus et Adonis (representada a Nimes, 1905)
- Le Carillonneur, (representada a París, 1913)
- 1914: La Fille de Figaro de Maurice Hennequin i Hugues Delorme, música Xavier Leroux, Théâtre de l'Apollo
- Nausithoé, (representada a Niça, 1920)
- La plus forte (representada a París, 1924)

Obres diverses
- Hymne (1914) : «A aquells que van morir gloriosament per la Pàtria», cantat per Francisque Delmas als Invàlids l'1 de novembre de 1914. Poema de Victor Hugo.
- Une simpe idèe (1900) Fantasia per a flauta, oboè i piano.